# Tipula atrovelutina
Tipula atrovelutina är en tvåvingeart som först beskrevs av Alexander 1928.  Tipula atrovelutina ingår i släktet Tipula och familjen storharkrankar.
Artens utbredningsområde är Paraguay. Inga underarter finns listade i Catalogue of Life.